# 大園庄

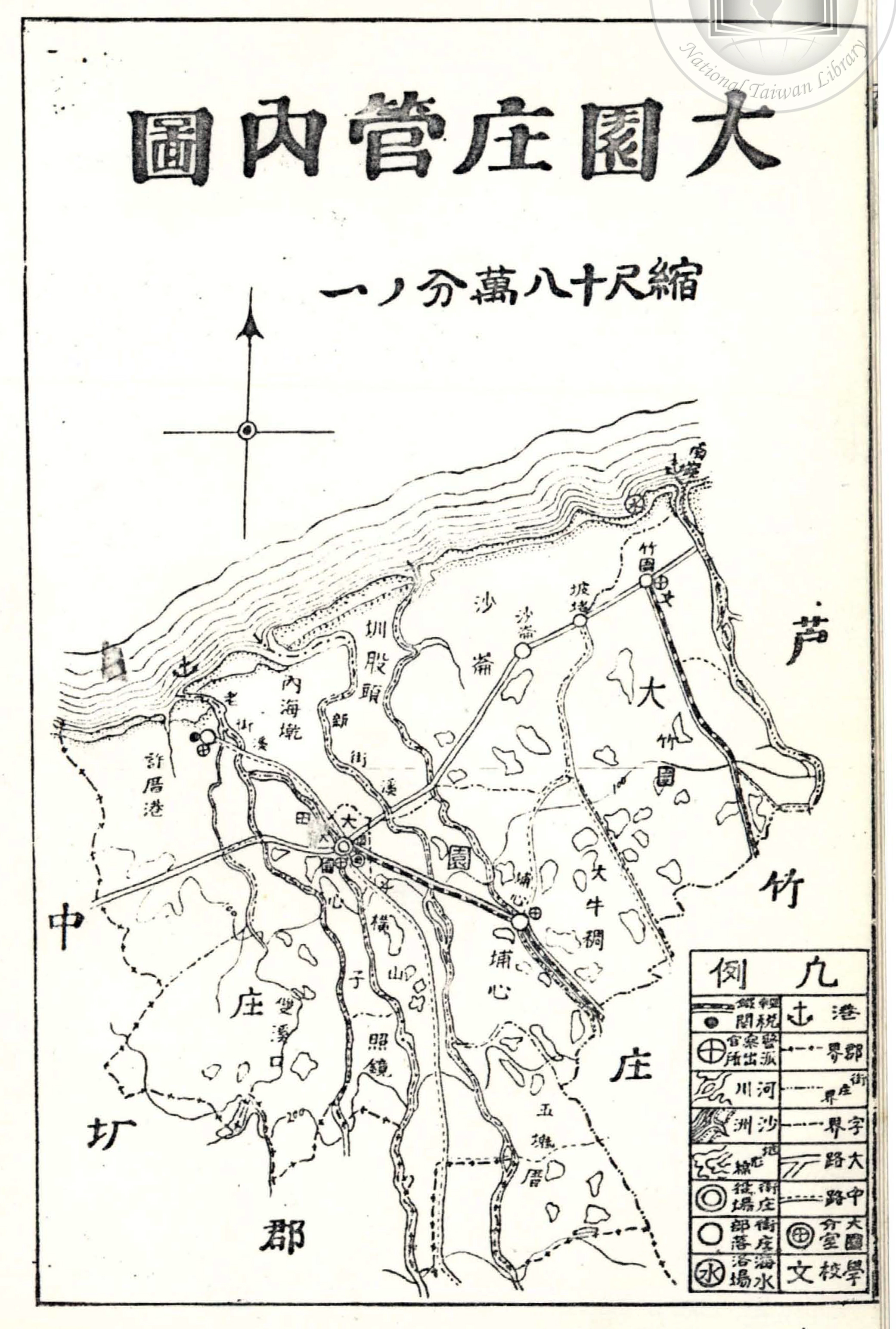
大園庄管內圖

大園庄為台灣日治時期1920年至1945年間存在之行政區，轄屬新竹州桃園郡。今桃園市大園區。

## 行政區劃
大園庄在臺灣日治時期行政區劃的十二廳時期原屬新竹廳桃澗堡之竹圍庄，及竹北二堡之許厝港庄、田心仔庄、照鏡庄、橫山庄、五塊厝、雙溪口庄、大牛稠庄、大坵園庄、內海漧庄、圳股頭庄、沙崙庄、埔心。1920年10月，上述13庄合併為大園庄，「大坵園」改稱「大園」，轄域內分為為大園、竹圍、許厝港、田心子、照鏡、橫山、五塊厝、雙溪口、大牛稠、內海墘、圳股頭、沙崙、埔心等13個大字。
- 竹圍大字下有「竹圍」、「海口」、「海方厝」、「田寮」、「三塊石」、「崁脚」、「崁下」、「拔子林」、「四股」小字名
- 沙崙大字下有「沙崙」、「後厝」、「坡堵」、「埔頂」小字名
- 圳股頭大字下有「圳股頭」、「後館」、「古亭」小字名
- 田心子大字下有「田心子」、「崁脚」、「照鏡」小字名
- 橫山大字下有「橫山」、「湳子」、「尖山」小字名
- 雙溪口大字下有「溪洲子」、「下縣厝子」小字名
- 五塊厝大字下有「下埔」、「大埔」小字名
- 大牛稠大字下有「大牛稠」、「倒厝子」小字名
- 埔心大字下有「海豐坡」、「埔心」、「三塊厝」小字名[2]

## 庄長
- 陳耀宗：首任庄長，1920年10月上任，1923年1月9日病逝[3]:59。
- 林呈禎：第二任庄長，任期1923年至1935年
- 馬場儀次郎：第三任庄長，任期1935年至1945年

## 人物
陳耀宗、林鴻英、吳寬銳、徐阿東、陳水順、鄒許氏媛（節婦）、林呈禎、游旺水、陳登鳳

## 初等教育
- 南崁公學校大坵園分校（1904年）→大坵園公學校（1921年）→大園公學校（1921年）→大園國民學校（1941年）（今桃園市大園區大園國民小學）
- 大園公學校竹圍分離教室（1921年）→大園公學校竹圍分教場→竹圍公學校（1928年）→竹圍國民學校（1941年）（今桃園市大園區竹圍國民小學）
- 大園國民學校埔心分教場（1941年）→大原國民學校（1943年）（今桃園市大園區埔心國民小學）

## 設施

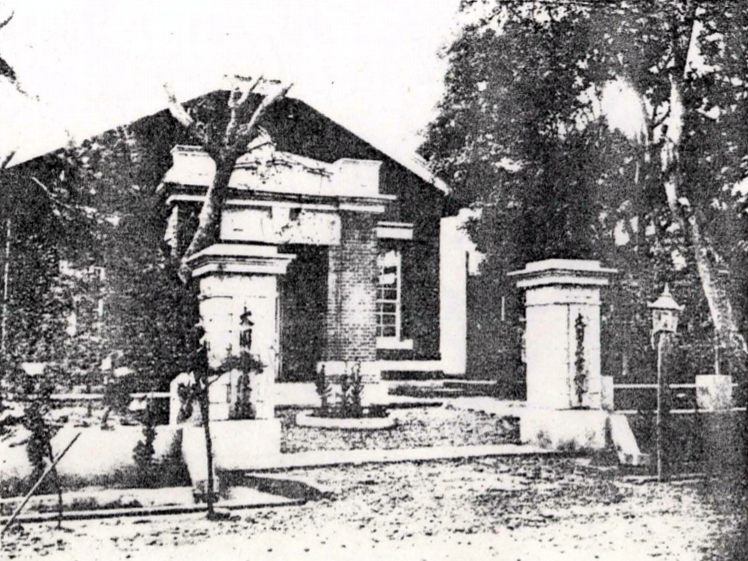
大園庄役場

- 大園庄役場大園庄役場
- 桃園郡警察課大園分室
- 大園警察官吏派出所
- 埔心警察官吏派出所
- 竹圍警察官吏派出所
- 許厝港警察官吏派出所
- 大園市場
- 大園信用購買販賣利用組合

## 名所舊跡
- 拔仔林租館
- 李仔溪崁古戰場（1853年的閩粵械鬥）
- 大坵園城，大園庄役場府進僅存部分殘蹟
- 崙後兵營（竹圍福海宮前之兩座大砲）
- 竹圍海水浴場

### 大園八景[4]
| 八景     | 詩句                                                        | 備註                 |
| -------- | ----------------------------------------------------------- | -------------------- |
| 橋上望月 | 習習薰風海上來 水光山色映亭臺 振衣浴罷披襟座 興味悠然亦快哉 | 1920年完工之大園西橋 |
| 橫山大埤 | 十畝丘園一徑通 月明溪上蘸長虹 居人盡愛涼涼去 閒倚橋頭趁好風 |                      |
| 尖山夕照 | 殘紅一抹小山尖 數幹喬榕覆碧簷 最是宜人高處望 平疇萬頃水雲兼 |                      |
| 砂林聽海 | 突兀沙丘景物妍 林菁一帶碧波連 往來有信煩風伯 澎湃潮聲到耳邊 |                      |
| 南浦歸帆 | 躊躇南崁古津頭 渺渺蒼波一色秋 遙望天邊飛雁急 斜陽影裡伴歸州 |                      |
| 埔頂嵐煙 | 高原儱上景堪誇 山澤遙瞻醞碧霞 更得農村稱富有 炊煙無數起田家 |                      |
| 蛛穴觀海 | 乘興登臨眼界寬 蛛屯俯瞰海漫漫 三千弱水知何處 絕島蓬壺記漢官 |                      |
| 港濱漁艇 | 漁人網集許家村 小艇搖搖漲水痕 難得沙深漁又夥 捕來換取酒盈樽 |                      |

## 大園小唄
大園よいとこ一度はおいで　桃園街よりレールとバスよ　道は坦々　夢のうちよ
ここの名所はシャロンの森よ　伸びた木麻黃にお月がさせば　村にひびくは　銅鑼だいこ
金波銀波の竹圍の濱よ　海は遠淺濱邊はながし　銀鱗おどろ　地曳網
旭ヶ丘には校舍がたったよ　二萬四千圓のもだんな姿　山が見えます　のき近く
たべて見さなれ名物うなぎ　味は一品よそにはないよ　土產に持たんせ　忘れずに
桃園大圳は妾の樣よ　お米がみのればもくちもたつよ　樣に見せませう　この心